# Milenaka
Milenaka is een plaats en commune in het zuiden van Madagaskar, behorend tot het district Toliara II, dat gelegen is in de regio Atsimo-Andrefana. Tijdens een volkstelling in 2001 telde de plaats 15.000 inwoners.
De plaats biedt enkel lager onderwijs aan. 80% van de bevolking werkt als landbouwer en 18% houdt zich bezig met veeteelt. Het belangrijkste landbouwproduct is rijst; overige belangrijke producten zijn katoen, mais en maniok. Verder is 2% actief in de dienstensector.